# Red (band)
Red is een Amerikaanse rockband uit Nashville, Tennessee. De band is gevormd in 2004. Red wordt gelabeld onder 'Christian rock'. Hun nummers hebben een breed label: 'alternatieve rock', 'hardrock' en 'heavy metal'.

## Prijzen
Voor de eerste twee albums heeft de band een Grammy Award ontvangen voor Best Rock Gospel Album. Daarnaast won de band zes Dove Awards: driemaal voor het beste rockalbum van het jaar (voor End of Silence, Innocence & Instinct en Release the Panic) en driemaal voor het beste rocknummer van het jaar (voor Breathe Into Me, Lost en Start Again).

## Bandleden
De band bestaat uit de volgende leden:
- Michael Barnes (zanger)
- Anthony Armstrong (gitarist)
- Randy Armstrong (bassist)
- Dan Johnson (drummer)

## Discografie
- End of Silence (2006)
- Innocence & Instinct (2009)
- Until We Have Faces (2011)
- Release the Panic (2013)
- Of Beauty and Rage (2015)
- Gone (2017)
- Declaration (2020)
- Rated R (2023)